# Mairieux
Mairieux ist eine französische Gemeinde im Département Nord in der Region Hauts-de-France. Sie gehört zum Kanton Maubeuge im Arrondissement Avesnes-sur-Helpe. Die Bewohner nennen sich Mairieusiens.

## Geografie
Die Gemeinde Mairieux liegt zwischen Maubeuge und der Grenze zu Belgien. Sie grenzt im Nordosten an Bersillies, im Osten an Élesmes, im Süden an Maubeuge, im Westen an Gognies-Chaussée und im Nordwesten an Bettignies.

## Bevölkerungsentwicklung
| Jahr                       | 1962 | 1968 | 1975 | 1982 | 1990 | 1999 | 2010 | 2020 |
| Einwohner                  | 500  | 449  | 663  | 685  | 754  | 780  | 774  | 700  |
| Quellen: Cassini und INSEE |      |      |      |      |      |      |      |      |

## Sehenswürdigkeiten

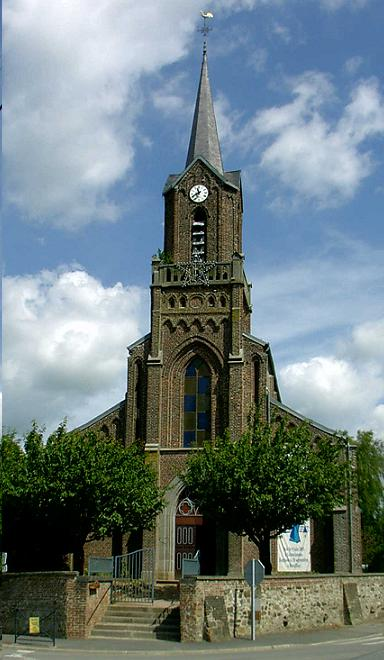
Kirche Saint-André
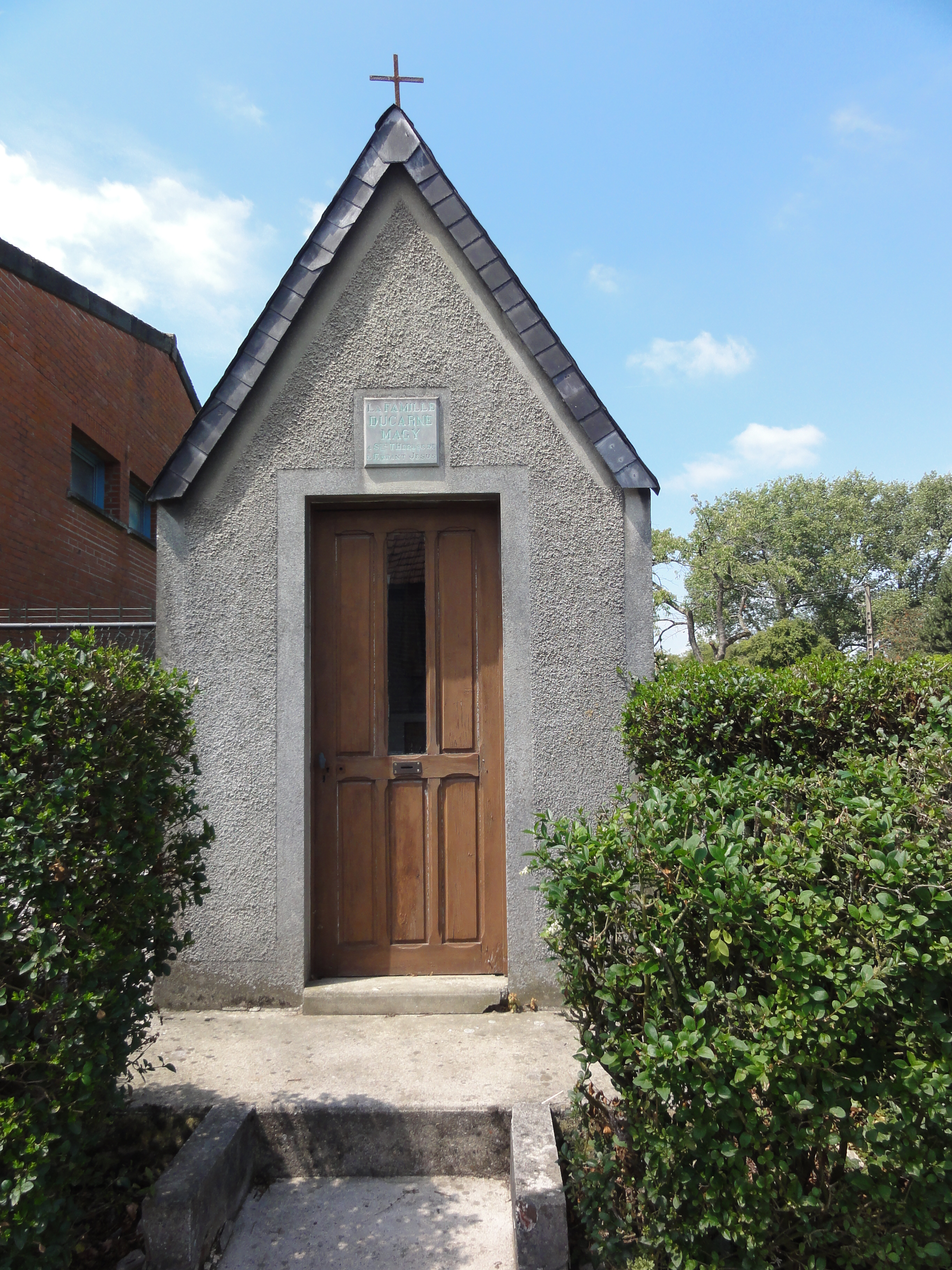
Kapelle St. Theresa
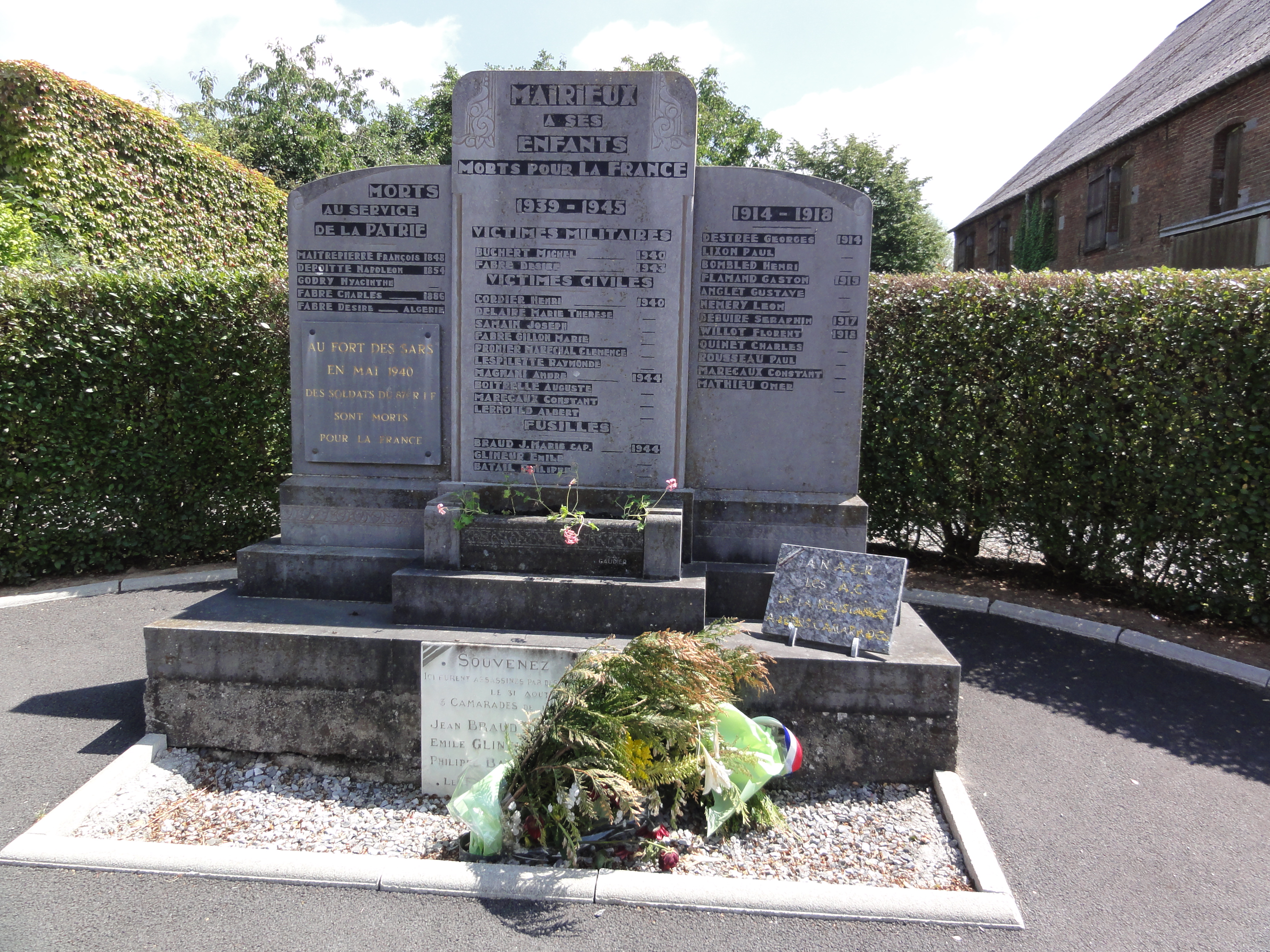
Gefallenendenkmal

- kleine Kapellen und Oratorien

- Kirche Saint-André
- Kapelle St. Theresa
- Gefallenendenkmal